# Asher Hong
Asher Hong, född 23 mars 2004, är en amerikansk gymnast.

## Karriär
Vid världsmästerskapen i artistisk gymnastik 2023 ingick han i det amerikanska laget som tog brons. Han ingick även det amerikanska laget som tog brons vid OS 2024.